# Petinomys setosus
Petinomys setosus är en däggdjursart som först beskrevs av Coenraad Jacob Temminck 1844. Den ingår i släktet Petinomys och familjen ekorrar. IUCN kategoriserar arten globalt som sårbar. Inga underarter finns listade i Catalogue of Life.

## Beskrivning
Arten har två geografiska former: Den norra formen har grå skuldror, gråmelerad rygg, vita kinder och svarta ringar runt ögonen, med ett svart streck fram till nosen samt vit svansspets. Den södra formen, som är något mindre, har brunsvart rygg, mörk flyghud, grå kinder, ibland med en skär till gulaktig nyans samt en brunsvart svans med vitaktig, skär eller brungrå underull. Båda formerna har främre delen av undersidan vitaktig. Arten är liten, med en kroppslängd på omkring 11 cm, ej inräknat den 9 till 10 cm långa svansen, och en vikt mellan 38 och 41 g.

## Utbredning
Denna flygekorre lever med flera från varandra skilda populationer i Sydostasien. Den har påträffats i Myanmar, Thailand, Vietnam, på Malackahalvön, på norra Borneo och på Sumatra.

## Ekologi
I södra delen av sitt utbredningsområde lever arten främst i fuktiga, låglänta urskogar. Den kan även förekomma i gummiplantager. I norra delen av sitt utbredningsområde, Thailand och troligtvis även i Burma, förekommer den i högre belägna, lövfällande skogar. Individerna är nattaktiva och trädlevande.